# Klucz słaby
Klucz słaby to klucz kryptograficzny dla którego algorytm kryptograficzny nie zachowuje w pełni swoich własności – na przykład jest bardziej podatny na kryptoanalizę, niż dla wszystkich innych kluczy.

## Klucze słabe algorytmuDES
Klucz słaby algorytmu DES to klucz kryptograficzny który powoduje wygenerowanie identycznego podklucza w kolejnych krokach algorytmu szyfrującego. W algorytmie tym stwierdzono istnienie czterech słabych kluczy: wektor samych 0 (heksadecymalnie: 0x00000000000000), wektor samych 1 (heksadecymalnie: 0xFFFFFFFFFFFFFF), pierwsza połowa wektora złożona z 1 a druga z 0 (heksadecymalnie: 0xFFFFFFF0000000) lub odwrotnie (heksadecymalnie: 0x0000000FFFFFFF).
Klucz półsłaby algorytmu DES to  klucz kryptograficzny dla którego istnieje inny klucz, produkujący z danego tekstu jawnego taki sam szyfrogram.
W algorytmie DES stwierdzono istnienie 12 takich kluczy (zapis szesnastkowy z bitami parzystości):
- 0x01FE 01FE 01FE 01FE i 0xFE01 FE01 FE01 FE01
- 0x1FE0 1FE0 0EF1 0EF1 i 0xE01F E01F F10E F10E
- 0x01E0 01E0 01F1 01F1 i 0xE001 E001 F101 F101
- 0x1FFE 1FFE 0EFE 0EFE i 0xFE1F FE1F FE0E FE0E
- 0x011F 011F 010E 010E i 0x1F01 1F01 0E01 0E01
- 0xE0FE E0FE F1FE F1FE i 0xFEE0 FEE0 FEF1 FEF1